# Мировая рабочая партия
Мирова́я рабо́чая па́ртия (англ. Workers World Party, WWP) — марксистско-ленинская политическая партия в США. Основана в 1959 году сторонниками Сэма Марси, ранее отколовшимися от Социалистической рабочей партии (СРП). Среди основных разногласий с СРП была поддержка Прогрессивной партии Генри Уоллеса, культурной революции в КНР, а также ввода советских войск в Венгрию в 1956 году, против чего выступала СРП.
МРП признаёт право наций на самоопределение, а также поддерживает национально-освободительные движения угнетённых народов, в том числе на территории самих США. Считает позитивную дискриминацию необходимой мерой в борьбе за равенство, одновременно выступая против всех форм расизма и религиозного фанатизма. МРП и «Молодёжь против войны и фашизма» последовательно выступали в защиту ряда леворадикальных и антиимпериалистических организаций, таких как «Чёрные пантеры», «Weathermen», «Ветераны Вьетнама против войны», а также движение за независимость Пуэрто-Рико. Помимо прочего МРП стала одной из первых организаций, выступивших в защиту прав ЛГБТ, и до сих пор активна в этой области.